# رتروشر (نرم‌افزار)
رتروشیر (به انگلیسی: RetroShare) یک نرم‌افزار آزاد برای اشتراک فایل، رایانامهٔ همتا به همتا، پیام‌رسان فوری، گفتگوی اینترنتی و بی‌بی‌اس است که بر پایهٔ شبکه دوست به دوست و با گنو پرایوسی گارد (GPG) کار می‌کند. از آن‌جایی که در این نرم‌افزار کاربران می‌توانند با آی‌پی و کلید عمومی هم با یک‌دیگر گفتگو کنند، این نرم‌افزار لزوماً بخشی از دارک‌نت نیست.

## تاریخچه
از سال ۲۰۱۲ میلادی، یک بیلد غیررسمی برای رایانهٔ تک‌برد رزبری پای به نام پای‌شیر موجود است.
تارنمای «PRISM Break» از سال ۲۰۱۳، رتروشیر را برای اشتراک فایل ناشناس توصیّه کرده‌است.
رتروشیر در تاریخ ۴ نوامبر ۲۰۱۴ امتیاز ۶ از ۷ را در بنیاد مرزهای الکترونیکی با عنوان پیام‌رسانی امن دریافت کرد. آن یک امتیاز را هم فقط به‌خاطر این از دست داد که به تازگی بازرسی کد مستقل نکرده بود.

## ویژگی‌ها

### احراز هویّت و اتّصال
پس از نصب اوّلیّه، کاربر یک جفت کلید رمزنگاری با رتروشیر می‌سازد.
پس از احراز هویّت و تبادل نامتقارن کلیدها، اوپن‌اس‌اس‌ال برای ایجاد ارتباط و رمزگذاری سرتاسر استفاده می‌شود. دوستانِ دوستان به‌طور پیش‌فرض نمی‌توانند متّصل شوند امّا اگر کاربران اجازه بدهند، می‌توانند یک‌دیگر را ببینند.
پشتیبانی از پروتکل اینترنت نسخه ۶ نیر برای رتروشیر ۰٫۶ که احتمالاً در ۲۰۱۶ منتشر می‌شود هم در نظر گرفته شده‌است.

### ارتباطات
برخی خدمات ارتباطی رتروشیر عبارتند از:
- گفتگوی اینترنتی خوصی
- سیستم نامه‌نگاری خصوصی که ارتباط امن بین دوستان شناخته و ناشناخته را ممکن می‌سازد.
- لابی عمومی و خصوصی چت چندکاربره
- یک انجمن که بحث و تبادل نظر افراد ناشناس و تأیید هویّت شده را ممکن می‌سازد
- یک کانال که امکان بارگذاری خودکار فایل‌های ارسال شده را برای کاربران مشترک شده ممکن می‌سازد. (مانند فیلدهای آراس‌اس)
- امکان پیوندگذاری فایل‌ها برای اشتراک فایل‌های مهم
- تماس صوتی
- تماس‌های تصویری (از نسخه ۰٫۶٫۰)
- پشتیبانی از تور و اینترنت مخفی برای ناشناس‌سازی بیشتر (از نسخه ۰٫۶٫۰).

### رابط کاربری
هستهٔ نرم‌افزار رتروشیر برپایهٔ یک کتاب‌خانهٔ آفلاین است که از ۲ طریق زیر قابل اجراست:
- یک رابط خط فرمان که تقریباً هیچ کنترلی به شما نمی‌دهد امّا برای اجرا روی سرور مفید است.
- نسخه‌ای که بیش‌تر کاربران از آن استفاده می‌کنند، نسخهٔ گرافیکی آن است که با کیوت ۴ نوشته شده.

### ناشناسی
ساختار دوست به دوست شبکهٔ رتروشیر باعث می‌شود که نظارت و ردیابی آن به سختی ممکن شود. با غیرفعّال کردن جدول درهم سازی توزیع شده و گواهی کلید عمومی می‌توان درجهٔ ناشناسی را افزایش داد و شبکه را به یک دارک‌نت واقعی تبدیل کرد.